# ديفيد مادن (مؤرخ الفن)
ديفيد مادن (بالإنجليزية: David Madden)‏ هو مؤرخ الفن أمريكي، ولد في 13 يونيو 1981.